# 省略記号
省略記号（しょうりゃくきごう）は、文字や図などで省略を行う場合に用いる記号である。

## 文章における省略記号

### 日本語の場合
日本語の文章においては「リーダー」や、「ダッシュ」、波ダッシュなどさまざまである。
リーダを省略記号に使用する場合は二倍三点リーダや二倍二点リーダとして用い、「じゅげむじゅげむ……」のように文書が長いものを省略する場合や、「……」とどうでもいいことを話している場面で会話そのものを省略する場合に用いる。
ダッシュを省略記号に用いる場合は倍ダッシュとして用い、「その後のお話は、またの機会に——」のように継続していることを暗に示す場合などがある。
波ダッシュを省略記号に用いる場合は「〜する」というように前の言葉を省略する場合や、「いつもいつも〜」などと同じ言葉が続く場合に用いられる。
繰り返し記号を省略記号と呼ぶこともあり、「々」や「ゝ」、「ゞ」、「ヽ」、「ヾ」、「〱」、「〲」が含まれる。

### 欧米の言語の場合
欧米の言語では、「I'm」のように使用する場合に、このアポストロフィーの「'」を省略記号と呼ぶことがある。
また、「.」を使用して「P.S.」のようにすることで略語にし、この場合の「.」を省略記号と呼ぶ。
「...」を省略記号と呼ぶ場合もある。
「etc.」を省略記号と呼ぶ場合もある。

## 数学における省略記号
数学でも省略記号が用いられる。
数式、数列、行列では省略記号として三点リーダーがよく用いられる。実例については「リーダー (記号)#数学における用法」を参照。
循環小数を表現する場合に「{\displaystyle 0.{\dot {3}}}」や「{\displaystyle 0.{\dot {1}}2{\dot {3}}}」のように数字の上にドットを付け、このドットを省略記号と呼ぶ場合がある。

## 学術における省略記号
単位などで用いられる「cm」や「L」などは省略記号と呼ばれる。

## 表における省略記号
表では、特定の枡に「〃」を用いて上や左の枡の内容と同じであることを示す。技術書や学術書ではない場合はより分かりやすい参照する内容の方向に向けた「矢印」を用いたり、区切り線を削除して同じ内容であることを示す場合もある。

## 図などにおける省略記号
一般にグラフや、地図などでは長さが長いなどの理由で「≈」の形をした省略記号を用いる。
地図での使用の場合には表記対象範囲外の場所への経路を示す場合に道路などに「≈」を入れて表記するが「河川」と混同される可能性があるため使わない場合もある。
グラフにおける使用の場合には省略する箇所の軸に「≈」をいれ、折れ線グラフや棒グラフでは線上にも「≈」を入れる。グラフに表記したい特定のデータが他のデータの範囲と著しく外れている場合に使用する。場合によっては省略記号を挾んだグラフの目盛間隔が異なることもある。

## 音楽における省略記号
楽譜において前の小節と同じ場合で省略する場合や、細かく表記すると逆に分かりづらくなる場合に使用される。実際の記号については「演奏記号#省略記号」を参照。

## その他
特定の集団の中で認識が可能にするように頭文字などを取り出した1つあるいは複数の文字を省略記号と呼ぶ場合がある。たとえば国コードなどは省略記号の例である。また、省略記号そのものが一般化した「№」の例もある。日本語では「(株)」や「㊙」なども省略記号である。
「¥」や「€」などの通貨記号や「%」などの記号を省略記号と呼ぶことがある。